# Dirk Fritsch
Dirk Fritsch (* 4. August 1950 in Bielefeld) ist ein deutscher Filmemacher, Autor und Regisseur für Film und Fernsehen und ehemaliger Lehrer für Bildnerische Gestaltung an einer Fachschule in Hamburg.

## Leben und Wirken
Nach einer Lehre und Berufsausübung als Graveur von 1966 bis 1971 absolvierte Dirk Fritsch zunächst von 1971 bis 1975 ein Fachhochschulstudium an der Fachhochschule Bielefeld in den Fächern Grafikdesign, Typografie und Fotografie/Film mit einem Diplomabschluss. Von 1975 bis 1980 studierte er an der Hochschule für Bildende Künste Hamburg sowie an der Universität Hamburg Erziehungswissenschaft, Grafik, Druck- und Reprotechnik mit Abschluss des ersten Staatsexamens für das Lehramt an berufsbildenden Schulen. Von 1980 bis 1982 beendete er sein Studium mit einem Referendariat an der Fachoberschule für Gestaltung in Hamburg mit Abschluss des zweiten Staatsexamens für das Lehramt an berufsbildenden Schulen. Seit 1983 arbeitet Dirk Fritsch als  Autor für Film und Fernsehen und als Regisseur mit weit über 200 Filmen sowie als Lehrpraktiker, darunter etwa von 2002 bis 2003 und erneut 2006 an der Hochschule für Angewandte Wissenschaften in Hamburg (Fachbereich Medientechnik) im Filmpraxisseminar „Dramaturgie, Didaktik, Designtheorie“ und „Wahrnehmung, Licht- und Audiodesign“, und von 2005 bis 2006 im Fachbereich Erziehungswissenschaft der Universität Hamburg im Rahmen des Seminars „Praxisbezogene Einführung in Ansprüche und Wirklichkeit von Institutionen (vor-)beruflicher Bildung und Weiterbildung“.

## Filmografie (Auswahl)

### Regie
Fernsehspiele/-serien
- 1983: Deutsch für uns
- 1983: Ahmet der Ringer – Eingliederungskonflikte eines türkischen Jungen in Deutschland
- 1983: Keine Haare – keine Angst – Konflikte eines türkischen Jungen bei seiner Einschulung in die deutsche SchuleRegie
- 1993–1994: Spurlos (5 Folgen, teilweise auch Buch)
- 1996: Jede Menge Leben (5 Folgen)
- 1997: Geliebte Schwestern (15 Folgen)
- 1997: Küstenwache: In der Tiefe der See
- 1999–2001: Marienhof
- 2001–2003 Fabrixx (18 Folgen, Kinder- und Jugendserie)
- 2005: Der Dolmetscher (Dokudrama, Regie der Spielszenen)

Dokumentationen
- 1983–1994: Berufsorientierung (31 Folgen, auch Buch)
- 1984: Wege zum Beruf (4 Folgen, auch Buch)
- 1991: Die Müllmodemacher (auch Buch)
- 1992: Yoga (13 Folgen)
- 1990–1995: Lernmarkt (21 Folgen, auch Buch)
- 1996: Spitzenfrauen (2 Folgen, auch Buch)
- 1996: Der Käpt‘n vom Theaterschiff – Theaterschiffmacher Eberhard Möbius (auch Buch)
- 1997: Stars von morgen (auch Buch)
- 1998: Paradies unter Wasser – Aquarium Sea Life (auch Buch)
- 1999: Ahrenshoop zwischen Fischland und Darß (Reihe „Bilderbuch Deutschland“, auch Buch)
- 2000: Dithmarschen (Reihe „Bilderbuch Deutschland“, auch Buch)
- 2002: Der Deister (Reihe „Bilderbuch Deutschland“, auch Buch)
- 2002: Die Elbe (2 Folgen, Reihe „Flüsse in Niedersachsen“, auch Buch)

Reportagen
- 1996: Lotse an Bord – Ein Containerschiff kommt nach Hamburg (auch Buch)
- 1999: Gestrandet vor Portugal – Das Ende eines Hamburger Frachters (auch Buch)

Drehbuch
- 2000: Nachtgold